# Circunscrições eclesiásticas católicas do Chade
A Igreja Católica do Chade compreende uma províncias eclesiásticas, liderada por um arcebispo com seis dioceses sufragantes, liderada por um bispo. 

## Conferência Episcopal do Chade

### Província Eclesiástica de Jamena
- Arquidiocese de Jamena
  - Diocese de Doba
  - Diocese de Goré
  - Diocese de Lai
  - Diocese de Moundou
  - Diocese de Pala
  - Diocese de Sarh

### Diretamente ligadas à Santa Sé
- Vicariato apostólico de Mongo